# Jorge Brítez
Jorge Orlando Brítez (Villarrica, Guairá, 8 de febrero de 1981) es un futbolista paraguayo. Juega de centrocampista y su actualmente está en el Benjamín Aceval de la Cuarta División de Paraguay.

## Selección nacional
Ha sido internacional con la Selección de fútbol de Paraguay. Además jugó dos mundiales juveniles: el de Nigeria en 1999 y el de Argentina en 2001.

### Participaciones en Copa América
| Eurocopa          | Sede | Resultado   |
| ----------------- | ---- | ----------- |
| Copa América 2004 | Perú | 4° de final |

## Clubes
| Club                | País     | Año       |
| ------------------- | -------- | --------- |
| Presidente Hayes    | Paraguay | 1999      |
| Real Valladolid     | España   | 1999-2000 |
| Sporting de Lisboa  | Portugal | 2000-2001 |
| Libertad            | Paraguay | 2001-2002 |
| Tacuary             | Paraguay | 2003      |
| Maccabi Haifa       | Israel   | 2003-2004 |
| Moreirense          | Portugal | 2004      |
| Olimpia             | Paraguay | 2004-2005 |
| Tacuary             | Paraguay | 2005      |
| Nacional            | Uruguay  | 2006      |
| Cerro Porteño       | Paraguay | 2007-2009 |
| Panserraikos FC     | Grecia   | 2010      |
| Rubio Ñu            | Paraguay | 2010      |
| Deportivo Pereira   | Colombia | 2011      |
| Club Guaraní        | Paraguay | 2011      |
| Sportivo Luqueño    | Paraguay | 2012      |
| Club Rubio Ñu       | Paraguay | 2012      |
| Carapeguá           | Paraguay | 2013      |
| Fernando de la Mora | Paraguay | 2013      |
| club Athletic F.b.c | Paraguay | 2019      |
| Benjamín Aceval     | Paraguay | 2021      |

### Participaciones en copas nacionales
| Copa               | País     | Resultado     | Partidos | Goles |
| ------------------ | -------- | ------------- | -------- | ----- |
| Copa Paraguay 2018 | Paraguay | Por confirmar | 0        | 0     |

## Palmarés
| Título                       | Club          | País     | Año     |
| ---------------------------- | ------------- | -------- | ------- |
| Primera División de Paraguay | Libertad      | Paraguay | 2002    |
| Primera División de Uruguay  | Nacional      | Uruguay  | 2005-06 |
| Primera División de Paraguay | Cerro Porteño | Paraguay | 2009-A  |